# In Common
In Common è un singolo della cantautrice statunitense Alicia Keys, pubblicato il 4 maggio 2016 come primo estratto dal sesto album in studio Here.

## Descrizione
La canzone, scritta da Alicia Keys, Taylor Parks, Billy Walsh e Carlo "Illangelo" Montagnese, quest'ultimo anche produttore, è influenzata dalla musica tropicale, così come dalla dancehall reggae e musica latina. Il brano è caratterizzato da fraseggi tagliati su un beat minimale con vibrazioni caraibiche e afrobeat. Liricamente In Common parla delle somiglianze tra due amanti, suggerendo immagini artistiche quali opere pittoriche e danze.

## Accoglienza
Brittany Spanos di Rolling Stone l'ha definito un «singolo ipnotico e accattivante». Jessica Goodman di Entertainment Weekly l'ha definita una «traccia vaporosa e pronta per echeggiare in un club». Rachel Sonis di Idolator ha affermato che la canzone è «sottile ma contagiosa. Mostra la moderazione vocale della cantante che riesce a mantenere le sonorità leggere ma grintose». Maeve McDermott di USA Today, che ha notato che «il nuovo look della cantante le sta bene», chiamando il nuovo singolo «una canzone chiaramente posizionata per una grande estate».
Pitchfork ha inserito In Common nella loro classifica delle 100 migliori canzoni del 2016 al numero 87, scrivendo: «Se segui Alicia Keys, sai già che è attratta da artisti pop nigeriani come Wizkid e Davido. [...] È un raro, gradito caso di Keys che esce dalla sua zona di comfort musicale e cavalca il groove, e l'ha portato fino al palco del DNC. Sarebbe stato abbastanza facile accoppiare il ritmo frizzante di quel genere con un gingillo lirico, ma Keys invece stravolge il tropo della canzone d'amore e le folli leggi dell'attrazione».
Il singolo è stato inoltre musicalmente associata alla collaborazione Work di Rihanna e Drake, oltre che ai progetti discografici di Ellie Goulding e Justin Bieber.

## Video
Il videoclip del brano è stato rilasciato il 26 maggio 2016, diretto da Pierre Debusschere e Keeley Gould. In una dichiarazione, Keys ha scritto a proposito del video: 
«Questo video riguarda la celebrazione della nostra individualità e della nostra unicità che brilla, la magia di tutto questo è al centro, siamo tutti uguali. Vogliamo le stesse cose. Vogliamo tutti sperimentare l'amore, la libertà di essere il nostro vero io, di amare chi vogliamo e di essere accettati e celebrati per tutte le nostre sfumature e le cosiddette imperfezioni che ci rendono noi, noi»

## Riconoscimenti
2017 - NAACP Image Award
- Candidatura al miglior video

## Tracce
- Download digitale

1. In Common – 3:29

## Classifiche
| Classifica (2016)               | Posizione massima |
| ------------------------------- | ----------------- |
| Belgio (Fiandre)                | 23                |
| Francia                         | 76                |
| Regno Unito                     | 25                |
| Stati Uniti (dance club songs)  | 1                 |
| Stati Uniti (r&b/hip-hop songs) | 42                |
| Svezia                          | 100               |